# Zo is het toevallig ook nog 's een keer

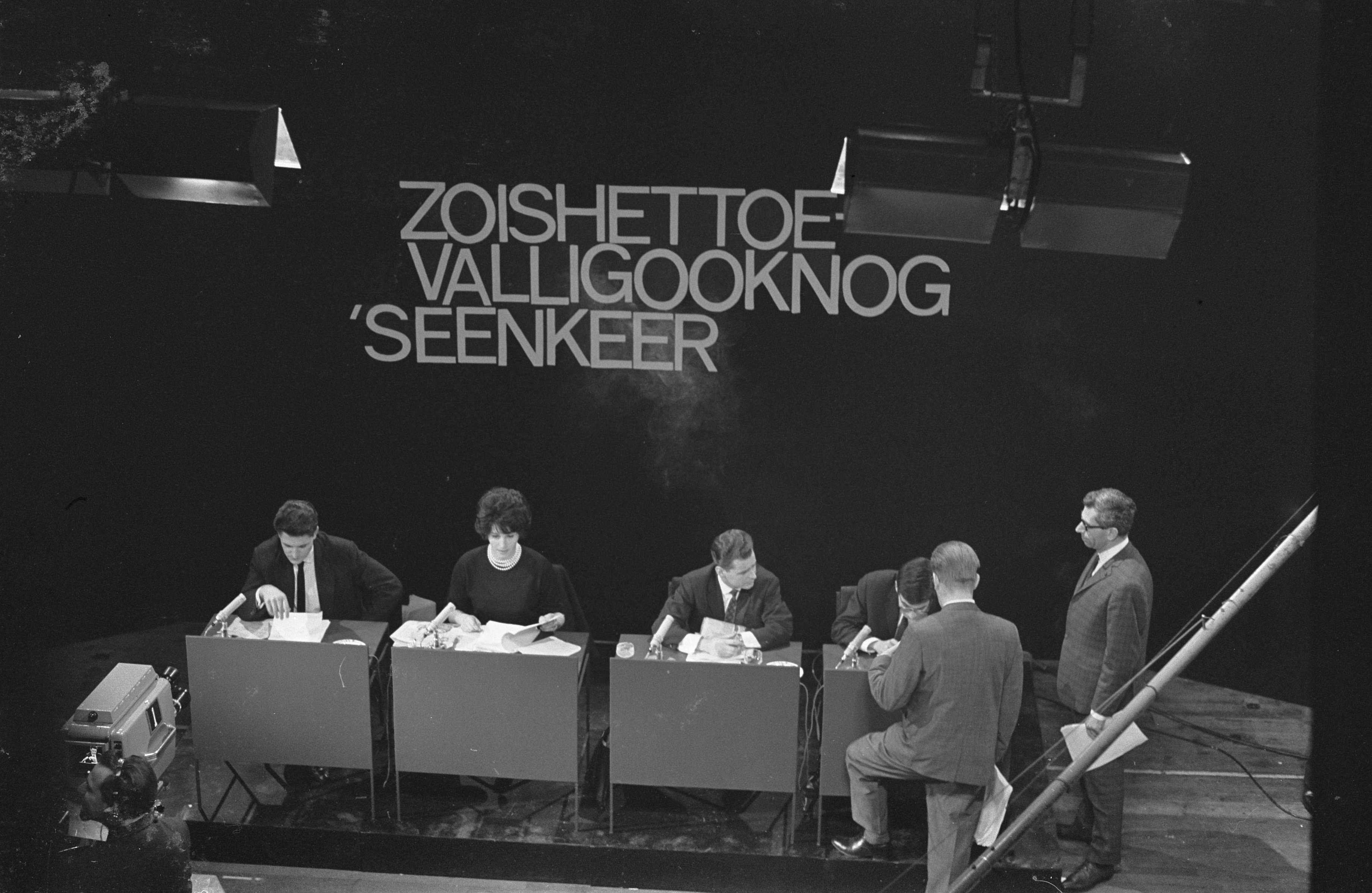
Zo is het toevallig ook nog 's een keer. Achter de tafels v.l.n.r. Dimitri Frenkel Frank, Mies Bouwman, Rinus Ferdinandusse en Peter Lohr, 7 december 1963.

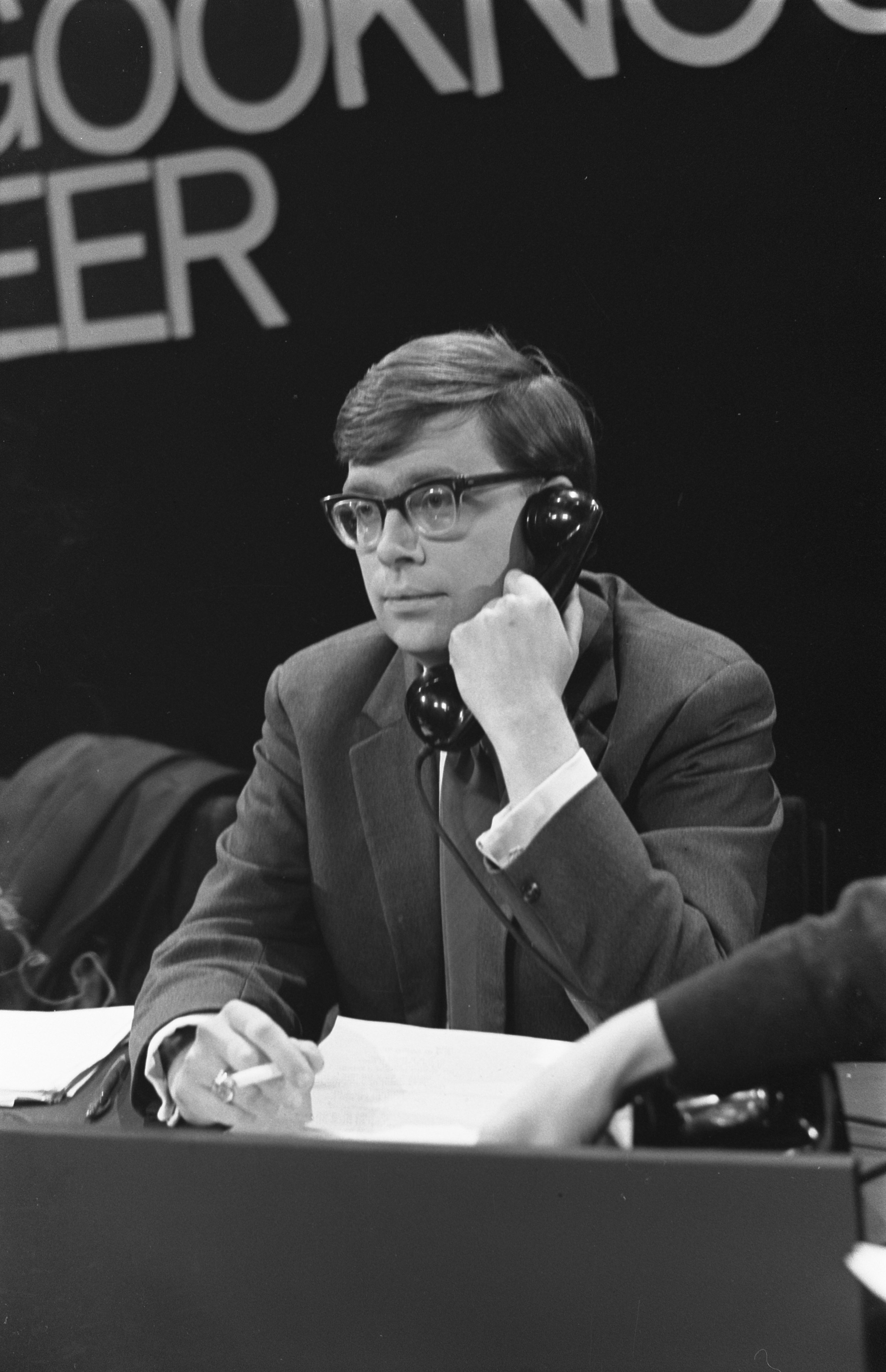
Peter Lohr, die de tekst Beeldreligie voordroeg.

Zo is het toevallig ook nog 's een keer was een satirisch Nederlands televisieprogramma, dat van 1963 tot 1966 werd uitgezonden door de VARA naar het format van het BBC-programma That Was The Week That Was, dat gepresenteerd werd door de Britse journalist David Frost.
Medewerkers waren onder anderen Mies Bouwman, Gerard van het Reve, Dimitri Frenkel Frank, Yoka Berretty, Milly Scott, Loes Hamel, Joop van Tijn, Jan Blokker, Hans van den Bergh, Peter Lohr en Rinus Ferdinandusse. Eindredacteur was Herman Wigbold en regisseur was Leen Timp. Bij latere afleveringen waren ook Hans Jacobs (eindredacteur), Aad Kosto en Hugo Brandt Corstius betrokken.
De eerste aflevering was op 9 november 1963 en de laatste op 11 februari 1966. Het programma werd gedurende het seizoen vrijwel altijd maandelijks uitgezonden.

## Beeldreligie
De meest geruchtmakende aflevering was die van 4 januari 1964, waarin een tekst werd uitgesproken waarin de vermeende tv-verslaving van de doorsnee Nederlander gehekeld werd. Acteur Peter Lohr sprak de tekst uit, deels tot het Beeld (waarmee de televisie werd bedoeld). Een deel van de tekst had de vorm van een gebed en was geïnspireerd op het Bijbelboek Genesis en de Tien geboden:

“Want het beeld is tot de mens gekomen en heeft de mens gevormd naar zijn evenbeeld. Steeds opnieuw verzamelen zich de gelovigen, ontsteken het heilige beeld en blijven in devoot stilzwijgen bijeen. Het beeld zij geprezen dat er slechts weinigen zijn die in plaats van het beeld te dienen zich overgeven aan zondige bezigheden als daar zijn lezen, spelen of zelfs praten. (…) In den beginne was het beeld en het beeld was goed en het beeld is goed. (…)
Gij zult geen ander tijdverdrijf kennen dan het kijkbedrijf, gij zult u geen afgodsbeelden maken dan de beelden van het beeld, gij zult niet naar uwen naasten kijken gelijk uw naaste niet kijkt naar u, maar bovenal: gij zult de knop geenszins omdraaien, want dit is het beeld een gruwel (…) Wees met ons, o beeld, want we weten niet wat we zonder u zouden moeten doen.”

De scène leidde tot een storm van verontwaardiging. De politieke partijen in de Tweede Kamer KVP, ARP, CHU en VVD eisten dat de regering ingreep. Minister Theo Bot liet de VARA weten 'ernstige maatregelen' te overwegen en gaf de omroep drie dagen om met een verweerschrift te komen. De VARA gaf aan het kwetsen van 'godsdienstige, dan wel anderszins respectabele gevoelens' te betreuren en beloofde erop toe te zien dat in het vervolg de programma's met bijzondere zorgvuldigheid samengesteld en uitgevoerd zouden worden. Op 15 januari schreef Bot in een brief aan de VARA dat het programma elementen bevatte die in strijd waren met het Televisiebesluit (1956) en ingingen tegen de goede zeden, maar dat hij afzag van maatregelen. Veel kritiek richtte zich tegen Mies Bouwman, de publiekslieveling van Open het Dorp. Wegens de bedreigingen aan haar adres zag zij zich gedwongen haar medewerking aan het programma te staken. De sketch kreeg in de Nederlandse pers de informele titel Beeldreligie mee en bleef onder die naam bekendstaan.

## Einde programma
Eind maart 1966 stopte het programma abrupt. Aanleiding was een tekst van de hand van Hugo Brandt Corstius over burgemeester Van Hall van Amsterdam en de recente spanningen in die stad, die van de VARA-leiding uit de uitzending van 31 maart geschrapt moest worden. De VARA had namelijk op 21 maart met Van Hall afgesproken om voorlopig geen aandacht aan de kwestie te besteden. Dat was tegen het zere been van de programmamakers, die meteen aankondigden per direct met het programma te stoppen. De uitzending van 31 maart ging dan ook niet door, evenmin de al geplande laatste afleveringen van het seizoen op 20 april en 3 juni. De tekst van Brandt Corstius behelsde een lijst met tien vragen, naar het voorbeeld van Mies Bouwmans programma Mies en scène. Het team van Zo is het... zou zelf de antwoorden geven.
Later dat jaar kreeg het programma de Gouden Televizier-Ring uitgereikt voor het beste Nederlandse tv-programma van dat jaar. Achteraf bleek dit ten onrechte: een medewerkster van het omroepblad Televizier had honderden kaarten met stemmen voor Zo is het... ingezonden om te voorkomen dat Willem Duys zou winnen.